# آکیهیتو کوسونوسه
آکیهیتو کوسونوسه (انگلیسی: Akihito Kusunose؛ زادهٔ ۴ دسامبر ۱۹۸۶) بازیکن فوتبال اهل ژاپن است.
از باشگاه‌هایی که در آن بازی کرده‌است می‌توان به باشگاه فوتبال ویسل کوبه اشاره کرد.